# Etnográfica (revista)
Etnográfica es una revista científica especializada en antropología social y cultural. Es editada por el Centro em Rede de Investigação em Antropologia (CRIA) de Lisboa, Portugal. Su primer número fue publicado en 1997. 
El director en 2023 es Humberto Martins, de la Universidad de Trás-os-Montes y Alto Douro y el CRIA. Cuenta, además, con un comité editorial y un consejo consultivo internacional.
La revista recibe artículos en portugués, inglés y español.

## Alcance temático
La revista publica artículos científicos sobre diversas temáticas antropológicas con abordajes etnográficos, haciendo énfasis en la pluralidad teórica y la investigación empírica.

## Periodicidad, flujo editorial, acceso e indexación
Etnográfica tiene una periodicidad cuatrimestral, con edición en línea. Los artículos son sometidos a una evaluación por pares.
En el año 2007, la revista comenzó a publicar sus números en acceso abierto vía diamante.
Está indexada en:
- Anthropological Index Online
- EBSCO
- Revues.org
- SciELO
- Scopus
- Web of Science – SciELO Citation Index